# Hostouň
Hostouň (deutsch Hostau) ist eine Kleinstadt im Okres Domažlice in der Region Plzeňský kraj in Tschechien.

## Nachbargemeinden
Die Nachbargemeinden (im Uhrzeigersinn) sind: Bělá nad Radbuzou (Weißensulz), Horšovský Týn (Bischofteinitz), Srby u Horšovského Týna (Sirb), Poběžovice (Ronsperg), Drahotín (Trohatin), Mutěnín (Muttersdorf). 
| Bělá nad Radbuzou 5 km       | Bělá nad Radbuzou 5 km                      | Horšovský Týn 13 km          |
| Mutěnín (Muttersdorf) 2,5 km | Kompassrose, die auf Nachbargemeinden zeigt | Horšovský Týn 13 km          |
| Drahotín 4 km                | Poběžovice 6 km                             | Srby u Horšovského Týna 7 km |

## Geographische Lage
Die Stadt liegt in Westböhmen am Rande des Oberpfälzer Waldes auf dem Westufer des Starý Potok (deutsch: Altbach) auf 450 Meter Höhe an der Eisenbahnlinie Domažlice-Tachov. 500 Meter weiter nördlich mündet der Starý Potok in die obere Radbuza.

## Geschichte

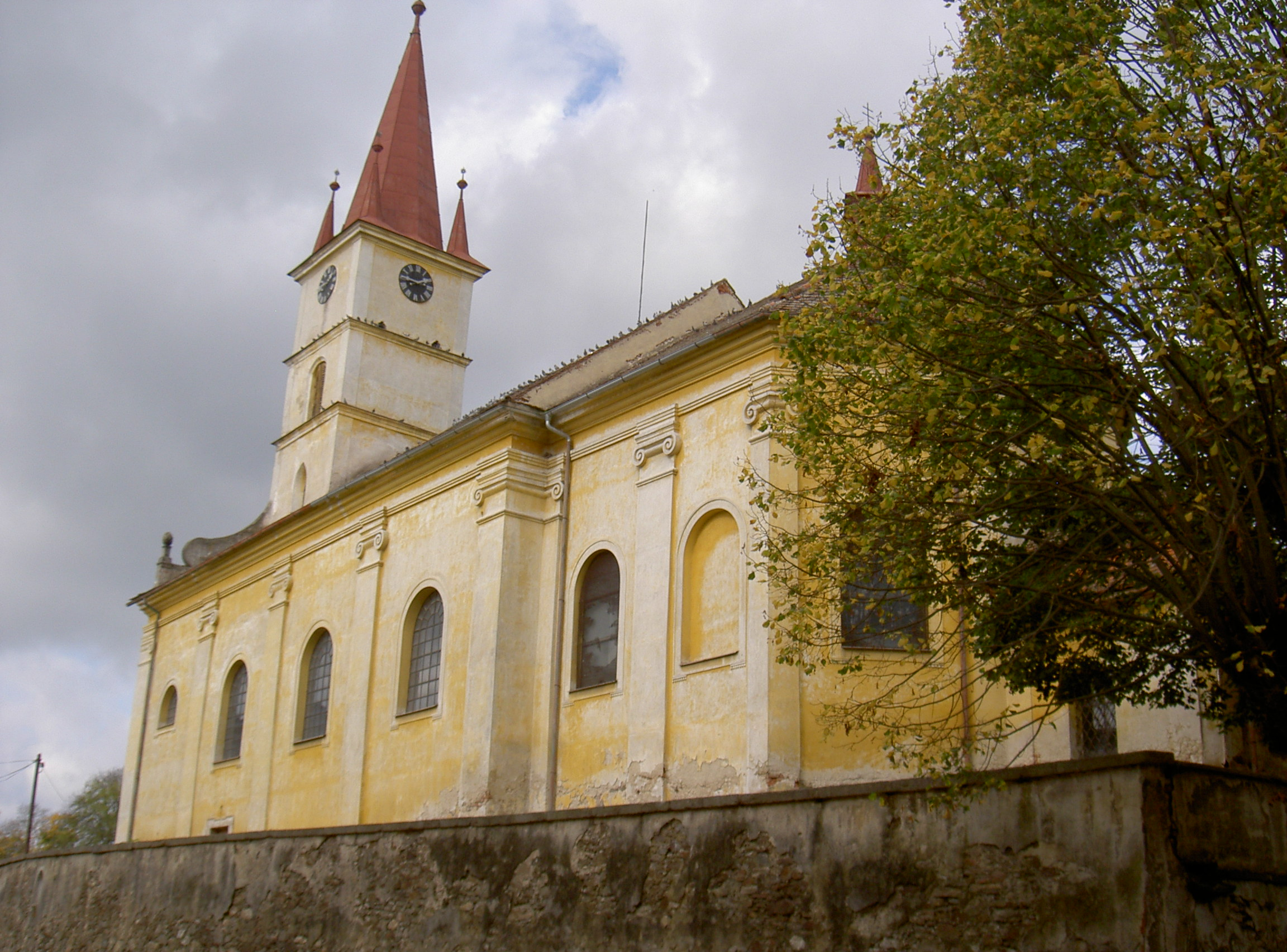
Jakobskirche

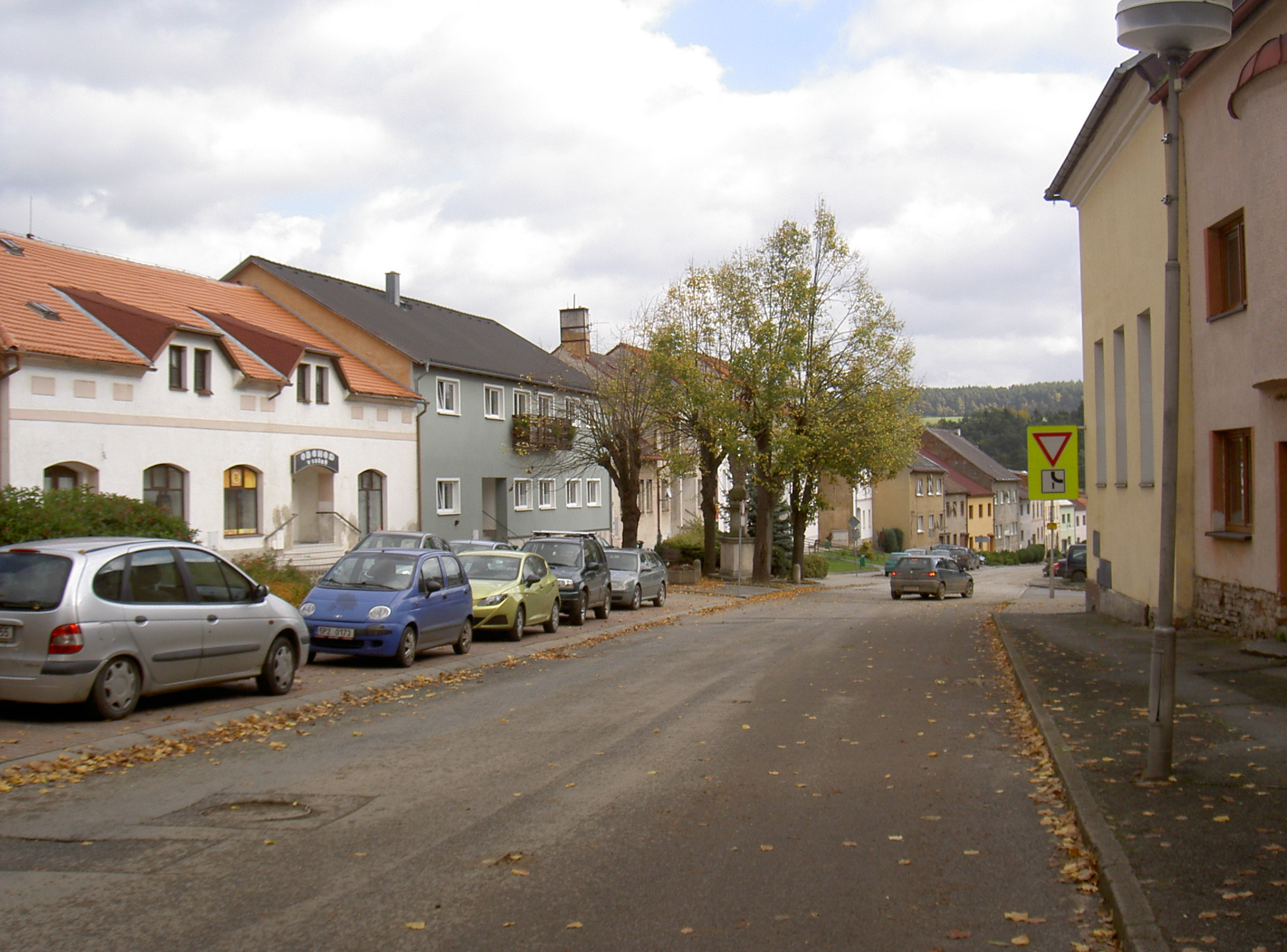
Straßenzug im Stadtzentrum

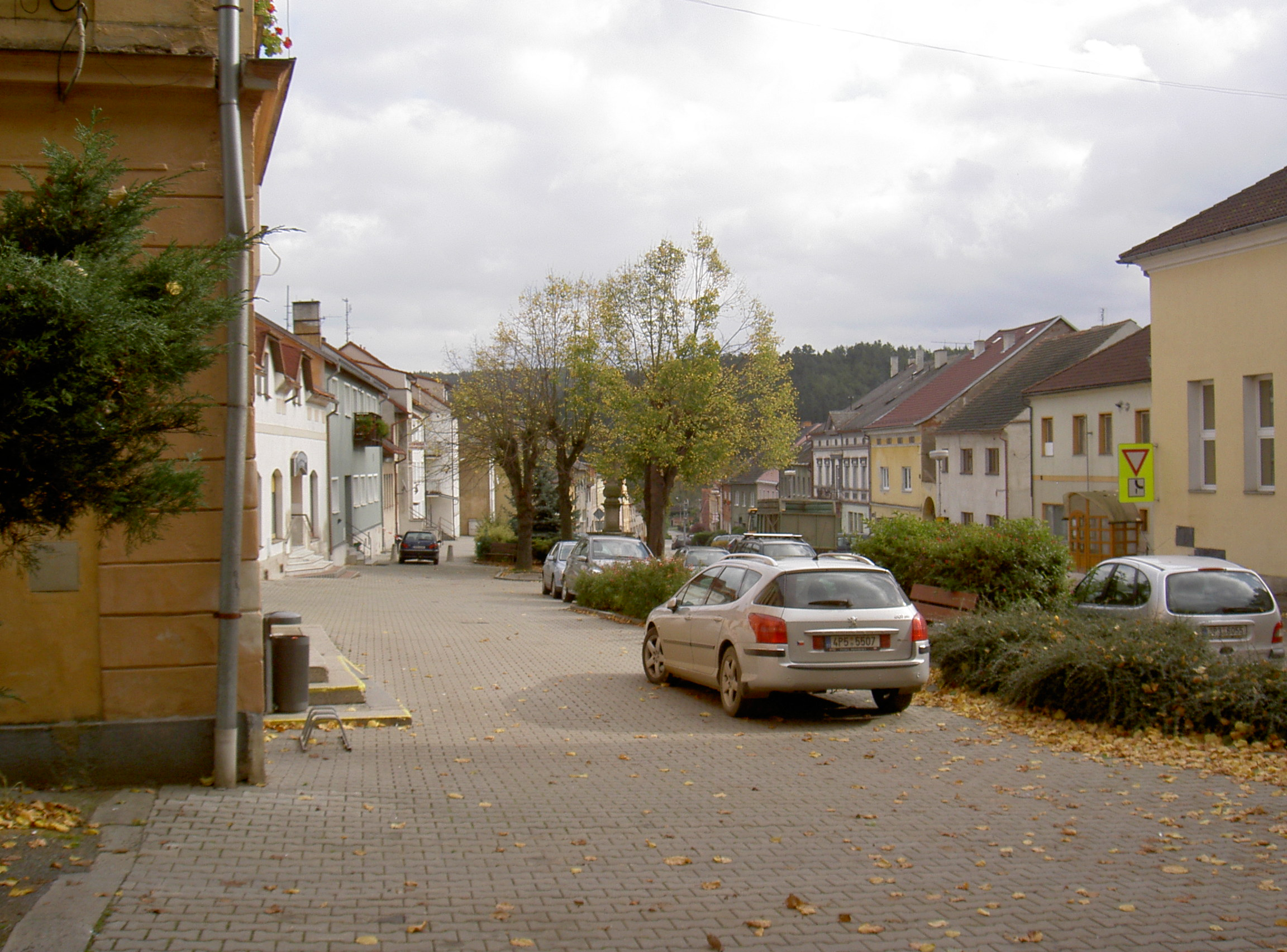
Straßenzug im Stadtzentrum

Im Jahre 1238 wurde der Ort erstmals als Eigentum in Erbuntertänigkeit der Herren Gumpert von Hostaun (Gumpert z Hostouně) schriftlich erwähnt. Hostouň lag im Siedlungsgebiet der westslawischen Choden und war ein befestigter Ansitz. Die von Hostaun, in der Gegend bis ins 15. Jahrhundert Grossgrundbesitzer, waren auch Eigentümer des Städtchens Schönsee, das bis zum Jahr 1329 zum bayerischen Nordgau gehörte.
Während der Hussitenkriege residierte auf der Hostauer Feste der Anhänger des Königs Sigismund von Luxemburg, Ctibor von Wolfstein (Ctibor z Volfštejna). Nach der Herrschaft der Wolfstein und Rabensteiner zu Döhlau kam die Herrschaft an die Herren von Gut(en)stein, einem Zweig der Vrtba, an deren Stammwappen das Hirschgeweih im Stadtwappen von Hostau erinnert. Unter Georg von Gutstein-Vrtba (Jiří z Gutštejna) erhielt die Gemeinde 1522 das Marktrecht und vom Kaiser Rudolf II. Zollprivilegien an der Grenze zur Oberpfalz. 1587 erhielt Hostau durch Kaiser Rudolf II. die Stadtrechte mit einem Wappen. Ebenfalls 1587 erhielt die Stadt zusätzlich zum Jakobimarkt noch das Recht zu zwei weiteren Jahrmärkten und einem Roßmarkt.
Das Stadtwappen von Hostau zeigt im Wappenbild eine bezinnte Mauer mit offenem Tor, über der Mauer zwei Türme, zwischen diesen einen Herzschild mit schwarzem Geweih (Erinnerung an die Herrschaft der Vrtba), einem gekrönten Löwen und darunter ein rotes Feld.
Während der Reformationszeit war Hostau durch drei Generationen evangelisch-lutherisch.
Nach den Gutstein-Vrtba, deren Besitz in Hostau nach der Schlacht am Weißen Berg und der Rekatholisierung in Böhmen 1622 an Zdenko von Mitrowitz verkauft wurde, folgten nach kurzer Zeit die Czernin von und zu Chudenitz und nach diesen ging Hostau 1656 an die von Trauttmansdorff. Während dieser Zeit verlor Hostau die Zollprivilegien und kam in Erbuntertänigkeit. Die Grafen von Trauttmansdorff-Weinsberg legten die Herrschaften Hostau und Bischofteinitz zusammen. Hostau war nach der Mitte des 19. Jahrhunderts und der Bauernbefreiung nach dem Jahr 1848 eine Gemeinde im Gerichtsbezirk Hostau bzw. im Bezirk Bischofteinitz. Der Gerichtsbezirk Hostau war deutschsprachig.
Seit 1805 war Hostau Sitz eines römisch-katholischen Dekanats. Die Kirche St. Jakobus des Älteren, 1384 als Pfarrkirche erwähnt, wurde 1731 im barocken Stil umgebaut und 1877 nach einem verheerenden Brand wieder aufgebaut. Eine holzgeschnitzte Madonna stammt aus der 1. Hälfte des 15. Jahrhunderts und wird als Gnadenbild der Schmerzhaften Mutter Gottes in Hostau verehrt.
Während des Ersten Weltkriegs wurde 1915 der Bestand des k.k. Militärgestüts Radautz in der Bukowina nach Hostau vor der näher rückenden russischen Front in Sicherheit gebracht.
Nach Kriegsende wurde die Region 1919 der neu geschaffenen Tschechoslowakei zugeschlagen. Aufgrund des Münchner Abkommen kam Hostau an das Deutsche Reich und gehörte von 1938 bis 1945 zum Landkreis Bischofteinitz, Regierungsbezirk Eger, im Reichsgau Sudetenland.
Im Zweiten Weltkrieg befand sich ein Großteil der Lipizzanerzuchten aus anderen Gestüten, die im Einflussbereich der deutschen Wehrmacht standen, in Hostau; darunter auch die Mutterstuten aus Piber und Lipica. Im Trauttmansdorffschen Schloss war die Verwaltung des Lipizzanergestüts untergebracht, das nach Kriegsende im Mai 1945 auf abenteuerliche Weise gerettet werden konnte. Denn bereits am 28. April war das 42. Squadron des 2. US-Kavallerieregiments auf das Stadtgebiet vorgerückt und hatte ein Kriegsgefangenenlager mit 300 alliierten Gefangenen befreit. Als am 12. Mai, vier Tage nach dem Kriegsende, eine Übernahme der Stadt durch die Rote Armee immer näher rückte, ließ General George Patton das 2. US-Kavallerieregiment die Pferde des Gestüts hinter die amerikanischen Linien bringen. Dies wurde später als Operation Cowboy bekannt und diente als Vorlage zum Film Flucht der weißen Hengste.
Der Lebenserwerb der Stadtbewohner bestand meist in der Herstellung von Bändern und Spitzenerzeugung in Heimarbeit, deren Produkte durch Hausierer, sogenannte Bandelkramer vertrieben wurden, Arbeitsplätzen in einer Steingutfabrik und bei der Betreuung und Zucht der Pferde in Hostau und den Außenhöfen Zwirschen, Hassatitz und Taschlowitz.
Seit dem 16. Jahrhundert wurden kontinuierlich deutsche Neusiedler angeworben und mit Privilegien ausgestattet. Bis zur Vertreibung der Deutschen aus der Tschechoslowakei durch die Beneš-Dekrete nach dem Zweiten Weltkrieg in den Jahren 1945 und 1946 bildeten ihre Nachkommen die Mehrheit der Stadtbevölkerung von Hostau. Im Jahr 1930 lebten in Hostau 1048 Einwohner, davon waren 160 Tschechen, 8 Ausländer und 880 Sudetendeutsche. Nach der Aussiedlung der deutschsprachigen Bevölkerung hatte Hostouň 1947 nur noch 630 Einwohner und verlor das Stadtrecht. Seit dem Jahr 2006 ist Hostouň wieder eine Stadt und führt das alte Stadtwappen. Die Heimatvertriebenen der Stadt gründeten nach dem Jahr 1945 den Förderverein Heimatstadt Hostau e. V. in deren Patenstadt Dillingen an der Donau in Schwaben (Bayern). Das Staatsgestüt Hostouň wurde 1952 nach Albertovec verlegt.

### Demographie
Bis 1945 war Hostau überwiegend von Deutschböhmen besiedelt, die vertrieben wurden.
| Jahr | Einwohner | Anmerkungen                                                              |
| ---- | --------- | ------------------------------------------------------------------------ |
| 1789 | k. A.     | 122 Häuser                                                               |
| 1830 | 1092      | in 152 Häusern                                                           |
| 1838 | 1166      | deutsche Einwohner, in 154 Häusern, darunter zwei israelitische Familien |
| 1900 | 1209      | deutsche Einwohner                                                       |
| 1921 | 1145      | davon 1061 Deutsche                                                      |
| 1930 | 1060      | [ 12 ]                                                                   |
| 1939 | 0952      | [ 12 ]                                                                   |

## Stadtgliederung
Die Stadt Hostouň besteht aus den Ortsteilen Babice (Wabitz), Holubeč (Holubschen), Horoušany (Horouschen), Hostouň, Mělnice (Melmitz), Mírkovice (Mirkowitz), Přes (Pscheß), Skařez (Garassen), Slatina (Schlattin), Štítary (Schüttarschen bzw. Schitarschen), Svržno (Zwirschen) und Sychrov (Sichrowa).
Das Stadtgebiet gliedert sich in die Katastralbezirke Babice u Holubče, Holubeč, Horoušany u Hostouně, Hostouň u Horšovského Týna, Mělnice, Mírkovice, Přes, Skařez, Slatina u Hostouně, Štítary nad Radbuzou und Svržno.

## Sehenswürdigkeiten
- St. Jakobus Major wurde 1384 als Kirche erstmals urkundlich erwähnt (In Decanatu Horsoviensi et in Archidiaconatu Horsoviensi). 1731 wurde die Kirche im Barockstil umgebaut und erhielt 1805 die Erhebung zum Dekanat.
- Meßkapelle Assumptio Beatae Mariae Virginis entstand 1636 als Friedhofskapelle durch die Stiftung der Susanna Kleinschmidt.
- Meßkapelle Corporis Christi wurde 1634 durch die Stiftung der Gräfin Kordula von Chudenitz nach dem Hostauer Hostienwunder errichtet und 1805 wegen Baufälligkeit abgetragen.
- Barockes Pfarrhaus aus dem 18. Jahrhundert, 1877 bei einem Brand, der insgesamt 43 Wohnhäuser vernichtete, zerstört, anschließend Neubau.
- Fürstlich-Trauttmansdorff’sches Schloss in Dreiecksform mit fürstlichem Meierhof, früher Jagdschloss, dann Witwensitz der Fürstin Anna von Trauttmansdorff-Weinsberg, ab 1916 Militärremonteamt, ab 1918 Gestüt, 1942–1945 Beherbergung der Lipizzanerherden einiger Staatsgestüte wie Lipica und Piber, seit 2004 Jugendvollzugsanstalt.

## Vertreibung der Juden aus Hostau
Im 15. Jahrhundert wurden alle Juden aus Hostau „für ewige Zeiten“ vertrieben. Die aus Hostau vertriebenen Juden siedelten sich im nahegelegenen Neustadtl an. Es gab auch in den folgenden Jahrhunderten nur sehr wenige Juden in Hostau und keine jüdische Gemeinde und keinen jüdischen Friedhof. Der Chronist von Hostau zitiert dazu die Legende über einen jüdischen Hostienfrevel, deren Wahrheitsgehalt er aber anzweifelt.

### Legende über den jüdischen Hostienfrevel in Hostau

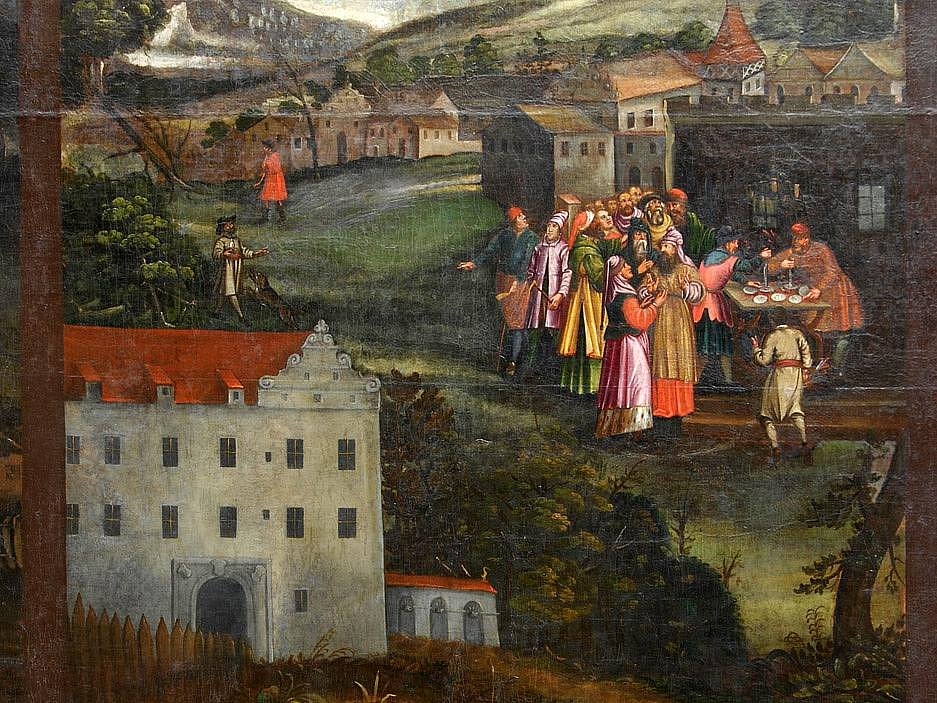
Gemälde „Hostienschändung“ (um 1630)

Im Jahr 1427 entwendeten Juden aus Hostau aus der Kirche St. Peter und Paul in Pernartitz (Bernartice, etwa 8 km nördlich von Hostau) 7 konsekrierte Hostien.
Sie misshandelten diese zu Hause in Hostau mit Gabel- und Messerstichen, wobei Blut aus den Hostien auf den Tisch, die Wand und die Juden spritzte.
Darüber erschraken die Juden und vergruben die Hostien in der Nähe der Pfarrkirche bei einem Busch.
Als am nächsten Morgen der Schäfer seine Herde dort vorbei trieb, fielen die Schafe rund um die Stelle, wo die Hostien vergraben waren, auf die Knie und begannen laut zu blöken.
Die daraufhin herbei geeilten Christen gruben die Hostien aus und brachten sie zum Pfarrer, der sie nach Rom schickte.
Die Juden, die die Hostien gestohlen hatten, wurden verbrannt und alle Juden „auf immerwährende Zeiten“ aus Hostau vertrieben.
An der Stelle, wo die Hostien vergraben gewesen waren, wurde eine Kapelle mit dem Namen „Fronleichnam Christi“ erbaut.
In der Kapelle befanden sich zwei Gemälde, auf denen die Legende dargestellt war.
Diese Kapelle wurde 1634 durch die Gräfin Kordula von Lobkowicz, geborene Gräfin Czernin von und zu Chudenitz, renoviert (oder erbaut) und 1636 durch Weihbischof Šimon Brosius von Horštejn feierlich eingeweiht.
1802 wurde die Kapelle wegen Baufälligkeit abgetragen.